# Ботанический сад Папатии
Ботанический сад Папатии (англ. Papatia Botanical Garden) — организация ботанического профиля. Расположен в Папатии (Сина-Иссире, Северный Бенин).
Территория сада находится в саванне, где произрастает более 100 видов древесных растений и сотни травянистых видов.
Сад площадью 12 гектаров (30 акров) имеет полностью охраняемую основную зону площадью около 5 гектаров (12 акров). Сад включает в себя лесопитомник, различные экологические объекты, аптеку народной медицины, пчеловодческие комплексы. Организован информационный центр. Директор — Гнанандо Сейду.

## История
В большинстве регионов Западной Африки фиторазнообразие находится под большой угрозой из-за растущего антропогенного воздействия и изменения климатических условий. Широко распространенные экосистемы саванн подвергаются всё более интенсивному землепользованию (рост выращивания товарных культур, особенно хлопка, общее расширение сельскохозяйственных угодий, усиление пастбищной нагрузки на остальные площади). В этой меняющейся среде многие виды растений становятся заметно редкими, и этот дефицит видов, используемых в традиционной медицине, может поставить под угрозу местные традиционные системы здравоохранения.
Целесообразность создания сети местных ботанических садов была показана в ходе ряда проводимых в Северном Бенине с 1999 года этноботанических исследований использования растений. Оказалось, что местное население знало об проблеме исчезновения лекарственных растений и выражало необходимость принятия природоохранных мер. Вместе с сельскими жителями была разработана концепция создания нескольких местных ботанических садов, чтобы
сохранить видовое богатство, а также традиционные знания, связанные с многочисленными видами, находящимися под угрозой исчезновения. Цели этой садовой инициативы были разработаны совместно с учёными.
Основанный в 2001 году, сад стал первым, созданным в Северном Бенине.
Сад был создан местным народом фула, традиционно полукочевым этносом, поддержку оказали общественные организации, Франкфуртский университет имени Иоганна Вольфганга Гёте и Национальный университет Бенина.
Образовательный проект был инициирован в 2006 году. После создания этого пилотного сада, первой охраняемой зоны в этом районе, двадцать охраняемых земель были созданы Сетью развития общественных природных заповедников (Réseau de Développement de Réserves naturelles Communautaires; REDERC), организацией деревенская община; REDERC получил Equator Prize 2010.